# گورستان گردنه جنجان
قبرستان گردنه جنجان مربوط به دوره قاجار است و در شهرستان ممسنی، بخش مرکزی، دهستان فهلیان، روستای گردنه جنجان واقع شده و این اثر در تاریخ ۲۶ اسفند ۱۳۸۶ با شمارهٔ ثبت ۲۱۸۸۶ به‌عنوان یکی از آثار ملی ایران به ثبت رسیده است.